# گاردن سیتی (میزوری)
گاردن سیتی (به انگلیسی: Garden City) یک شهر در ایالات متحده آمریکا است که در شهرستان کاس، میزوری واقع شده‌است. گاردن سیتی ۶٫۵۰ کیلومتر مربع مساحت و ۱٬۶۴۲ نفر جمعیت دارد و ۲۸۱ متر بالاتر از سطح دریا واقع شده‌است.